# Přebor republiky 1955
L'edizione 1955 del campionato cecoslovacco di calcio vide la vittoria finale dello Slovan ÚNV Bratislava.
Capocannoniere del torneo fu Emil Pažický dello Iskra Žilina con 19 reti.

## Classifica finale
|    | Classifica             | G  | V  | N | P  | GF | GS | DR  | Pti |
| -- | ---------------------- | -- | -- | - | -- | -- | -- | --- | --- |
| 1  | Slovan ÚNV Bratislava  | 22 | 13 | 5 | 4  | 41 | 14 | +27 | 31  |
| 2  | ÚDA Praga              | 22 | 11 | 7 | 4  | 44 | 21 | +23 | 29  |
| 3  | Spartak Praga Sokolovo | 22 | 10 | 7 | 5  | 50 | 29 | +21 | 27  |
| 4  | Tatran Prešov          | 22 | 10 | 5 | 7  | 23 | 25 | -2  | 25  |
| 5  | Dynamo Praga           | 22 | 10 | 4 | 8  | 38 | 42 | -4  | 24  |
| 6  | Baník Kladno           | 22 | 10 | 3 | 9  | 38 | 30 | +8  | 23  |
| 7  | CH Bratislava          | 22 | 9  | 4 | 9  | 34 | 31 | +3  | 22  |
| 8  | Spartak Trnava         | 22 | 8  | 5 | 9  | 24 | 35 | -11 | 21  |
| 9  | Jiskra Slovena Žilina  | 22 | 7  | 6 | 9  | 28 | 24 | +4  | 20  |
| 10 | Baník Ostrava          | 22 | 9  | 1 | 12 | 29 | 37 | -8  | 19  |
| 11 | Tankista Praha         | 22 | 4  | 8 | 10 | 29 | 45 | -16 | 16  |
| 12 | Jiskra Liberec         | 22 | 3  | 1 | 18 | 25 | 70 | -45 | 7   |

## Verdetti
- Slovan Bratislava Campione di Cecoslovacchia 1955.
- Slovan Bratislava ammessa alla Coppa dei Campioni 1956-1957.
- Tankista Praha e Jiskra Liberec retrocesse.